# Thérapie par aversion
La thérapie par aversion ou thérapie aversive est une forme de traitement psychiatrique ou psychologique qui expose le patient à un stimulus tout en recevant une expérience désagréable. Ce conditionnement a pour but de faire associer par le patient le stimulus avec des sensations déplaisantes, et donc d'arrêter un comportement donné.
Le psychologue norvégien Ole Ivar Lovaas également inventeur et formateur dans l'ABA (Applied Behevorial analysis) chez les autistes avec techniques aversives comme les chocs électriques, frapper etc. Il était aussi impliqué dans le développement des thérapies de conversions/aversives pour les homosexuels et les trans,.
Les thérapies par aversion peuvent prendre plusieurs formes, du plus relativement doux (réprimander un enfant pour une bêtise, ou placer des substances au goût désagréable sur les ongles pour décourager de ronger les ongles), à d'autres traitements, tels que donner du disulfirame à un alcoolique pour le décourager de boire, ou même l'application d'électrochocs.

## Thérapie par aversion et homosexualité
La thérapie par aversion a été utilisée dans des tentatives de convertir des personnes homosexuelles à l'hétérosexualité. Bien que moins utilisée depuis quelques dizaines d'années, elle est encore en usage dans certaines situations.
Ce n'est que depuis 1994 que l'American Psychological Association a déclaré que la thérapie par aversion était une pratique dangereuse qui ne donnait pas de résultat. Depuis 2006, la thérapie par aversion, lorsqu'elle sert à traiter l'homosexualité, s'exerce en violation des codes de conduite et des conseils professionnels de l'American Psychological Association et de l'American Psychiatric Association. L'emploi de la thérapie par aversion comme traitement de l'homosexualité est illégal dans certains pays.
En 1966, le psychologue Martin Seligman rapporta qu'alors que l'emploi de thérapie aversive pour changer l'orientation sexuelle des hommes gays était controversé, dans certains cas, le procédé « marchait étonnamment bien », avec jusqu'à 50 % des hommes soumis à une telle thérapie ne suivant plus de désir homosexuel. Ces résultats produisirent ce que Seligman décrit comme « un grand accès d'enthousiasme au sujet du changement de l'homosexualité [qui] emporta la communauté thérapeutique » après l'énoncé des résultats en 1966. (Seligman, p. 156) Cependant, Seligman remarque que ces découvertes se révélèrent plus tard fausses : la plupart des hommes traités avec la thérapie par aversion qui avaient arrêté d'avoir un comportement homosexuel étaient en fait bisexuels. Parmi les hommes ayant une orientation homosexuelle exclusive ou presque exclusive, la thérapie par aversion était loin d'être couronnée de succès (Seligman, p. 157).
Un cas célèbre de thérapie par aversion eut lieu dans les années 1970 et 1980, quand des homosexuels présumés (hommes et femmes) dans l'armée d'Afrique du Sud subirent une thérapie par aversion et une castration chimique. La thérapie par aversion impliquait parfois l'électrisation, à travers des électrodes, à des hommes à qui l'on montrait des photos d'hommes nus. Le courant était coupé lorsqu'apparaissaient des photos de femmes nues.

## Dans la culture
- Le Meilleur des mondes d'Aldous Huxley montre des bébés soumis à des thérapies par aversion pour leur inculquer leur future place dans la société.
- Ken Kesey et Anthony Burgess ont exploré le concept et les implications morales de cette thérapie dans leurs romans respectifs Vol au-dessus d'un nid de coucou et Orange mécanique, tous deux de 1962.
- Dans l'épisode « A Change of Mind » (1967) de la série télévisée Le Prisonnier, on peut lire sur une porte sécurisée les mots « Aversion therapy ».
- Le film La Tentation d'Aaron contient une scène dans laquelle un personnage est soumis à une thérapie par aversion dans le but de changer son orientation sexuelle.
- Dans le film But I'm a Cheerleader, Sinead, pensionnaire à « True Directions », s'impose elle-même une thérapie par aversion, et le personnage principal, Megan, fait de même un peu plus tard.
- Dans l'épisode 4 de la saison 1 des Simpson, « There's No Disgrace Like Home » - la famille est attachée à des chaises électriques et ses membres peuvent donner des chocs électriques aux autres.
- Dans l'épisode 4 de American Horror Story Asylum, « I Am Anne Frank: Part One » - Lana Winters, journaliste prisonnière du manoir Briarcliff, hôpital psychiatrique des années 1960, subit une thérapie par aversion pour traiter son homosexualité. Une perfusion déclenche des vomissements alors que le Dr Thredson lui projette des diapositives érotiques de femmes dévêtues.
- Dans les films et la saga des livres Hunger Games, Peeta Mellark (Josh Hutcherson) subit une thérapie par aversion de la part du Capitole en recevant du venin de guêpe tueuse et en visionnant des vidéos de sa petite amie fictive, Katniss Everdeen (Jennifer Lawrence), pour la détester et qu'il ait envie de la tuer.